# Fuquan
Fuquan (福泉市S, FúquánP) è una città-contea della Cina, situata nella provincia del Guizhou e amministrata dalla prefettura autonoma buyei e miao di Qiannan.